# دایره تمبوکتو
دایره تمبوکتو (به لاتین: Timbuktu Cercle) یک منطقهٔ مسکونی در مالی است که در تمبوکتو واقع شده‌است. دایره تمبوکتو ۳۴۷٬۴۸۸ کیلومتر مربع مساحت و ۱۲۴٬۵۴۶ نفر جمعیت دارد.